# 瓦吉爾郡

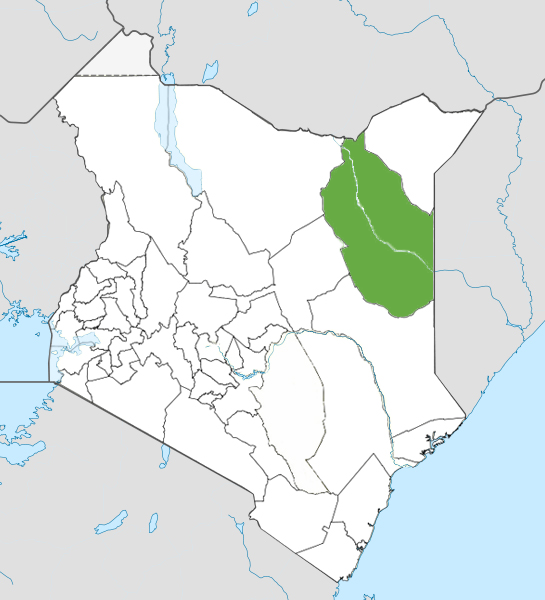

瓦吉爾郡，是肯尼亞的一個郡，位於該國東北部，由東北省負責管轄，首府設於瓦吉爾，始建於2013年3月4日，面積55,841平方公里，2009年人口661,941，人口密度每平方公里11.85人。